# جون آدامز غيلمر
جون آدامز غيلمر هو محامي وسياسي أمريكي، ولد في 4 نوفمبر 1805 في غرينزبورو في الولايات المتحدة، وتوفي بنفس المكان في 4 مايو 1868. انتخب عضو مجلس ولاية كارولاينا الشمالية ‏ وانتخب عضو مجلس النواب الأمريكي.